# Meinhardiner

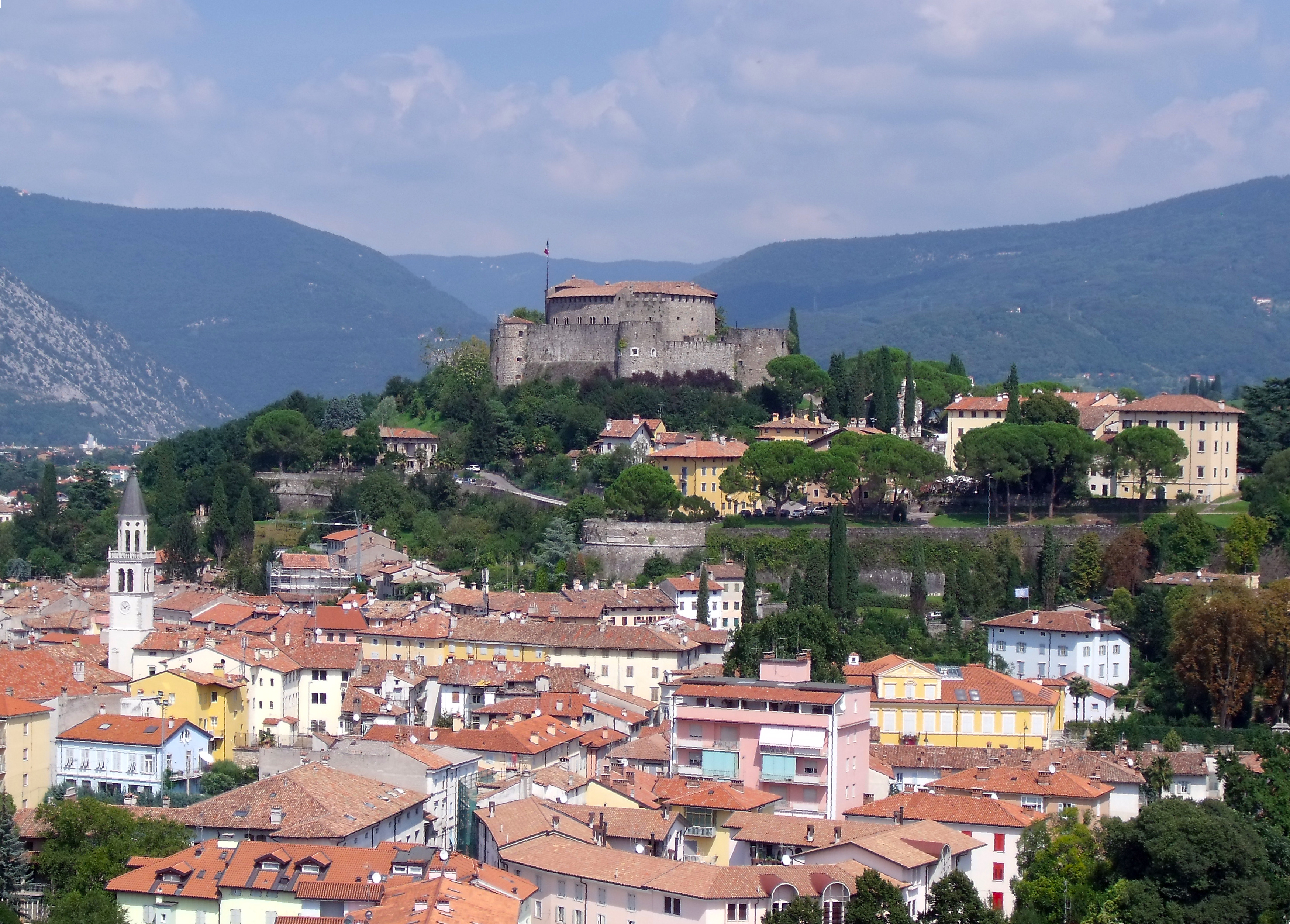
Ansicht von Görz

Die Meinhardiner, auch Görzer oder Grafen von Görz genannt, waren eine Herrscherdynastie von ursprünglich bairischer Abstammung, die ihre Machtbasis zunächst in Görz und danach in Tirol hatte. Im Mittelalter gehörten die Meinhardiner zu den bedeutendsten Adelshäusern des südlichen Alpenraumes.
Die Meinhardiner übernahmen als vormalige Lehensleute der Eppensteiner deren rot-weiß-rote Lehensfahne, auf die das österreichische Bindenschild zurückgeht, in ihr Wappen auf.
Angehörige des Geschlechts regierten unter anderem über das Königreich Böhmen sowie als Titularkönig über das Königreich Polen, die Markgrafschaften Mähren und Istrien, die Herzogtümer Kärnten (1286–1335) und Krain, die Grafschaften Görz (1130–1500), Tirol (1253–1363) und Istrien sowie über das Patriarchat von Aquileja. Nach der Teilung von 1271 herrschte die ältere Linie zu Tirol und Kärnten und ist 1335 im Mannesstamm resp. 1369 in weiblicher Linie ausgestorben. Die jüngere Linie zu Görz erhielt 1365 die Bestätigung als Reichsfürst und ist im Jahre 1500 als letzte der Dynastie mit Graf Leonhard von Görz erloschen.

## Herkunft und Entwicklung

### Genealogisches
Die Familie der Meinhardiner, benannt nach dem immer wiederkehrenden Vornamen Meinhard, stammte ursprünglich aus bayerischem Hochadel und tauchte erstmals im 11. Jahrhundert auf. Die Abstammung des seit 1107 genannten Pfalzgrafen Engelbert I. und dessen ab 1120 erwähnten (Halb-)Bruders Meinhard von Görz, seit ca. 1142 Graf von Görz, ist im Detail nicht sicher geklärt. Als Stammherr wird Meginhard / Meinhard III. († um 1090), Graf im Lurngau, angesehen. Näheres dazu siehe Engelbert I.
Die Meinhardiner übernahmen vom bayerischen Pfalzgrafen Aribo II. und dessen Gattin Luitkard, den Stiftern des Stiftes Millstatt in Kärnten, die Vogtei über dieses „von ihren Vorfahren (parentes)“ gegründeten Kloster, reichen Besitz in Kärnten und bis 1221 das bayerische Pfalzgrafen-Amt. Die Leitnamen Meinhard und Engelbert sprechen jedoch gegen eine direkte Abstammung von den Aribonen und verbinden die Meinhardiner genealogisch mit den Meginharden und der mächtigen Sippe der Sieghardinger, von denen sie umfangreiche Güter in Kärnten (Eberstein) erbten.

### Aufstieg
Entscheidend für den Aufstieg des Geschlechtes war die enge Verbindung zum Patriarchat von Aquileia, die den Meinhardineren wohl schon unter dem verwandten Patriarchen Sieghard von Aquileia nach 1077 die Erwerbung großer Lehengüter in Friaul und Istrien, darunter auch des Stammsitzes Görz, ermöglicht hatte. Die Vogtei über Aquileia (seit ca. 1122) und seit dem 13. Jahrhundert ihre Stellung als Generalkapitäne benutzten die Meinhardiner zum zielstrebigen Ausbau ihrer Stellung in Friaul, besonders als die restriktiven Bestimmungen des Vertrages von Ramuscello (1150) revidiert wurden (1202). Über die Vogtei der Kirche von Parenzo/Porec erweiterte Engelbert III. ca. 1191–1194 den Machtbereich nach Istrien mit dem Verwaltungszentrum Pisino/Mitterburg.
Ihre Machtbasis baute die Familie zunächst von Lienz aus auf, das das Verwaltungszentrum des Lienzer Gaues in der kärntnerischen Grafschaft Lurngau war. Um 1100 erwarben die Grafen zusätzlich die Vogtei Aquileia, woraufhin sich die Familie im Jahre 1120 durch den verschobenen Machtschwerpunkt in von Görz umbenannte. Die Meinhardiner übernahmen von ihren Förderern und Lehensherren, dem kärntnerischen Herzogsgeschlecht der Eppensteiner, die Farben Rot-Weiß-Rot sowie den schreitenden Löwen in ihr Wappen auf. Das Geschlecht der Meinhardiner verband sich in weiterer Folge mit bedeutenden Adelssippen aus dem südlichen Alpenraum. Hier sind vor allem die Pfalzgrafen Aribo II. und Boto, aus der Sippe der Aribonen entstammend, sowie die Spanheimer und die Pustertaler Sighardinger aufzuführen. Durch diese Verwandtschaften konnte die Familie der Meinhardiner die Länder Görz und Friaul erlangen.

### Besitzteilung von 1271

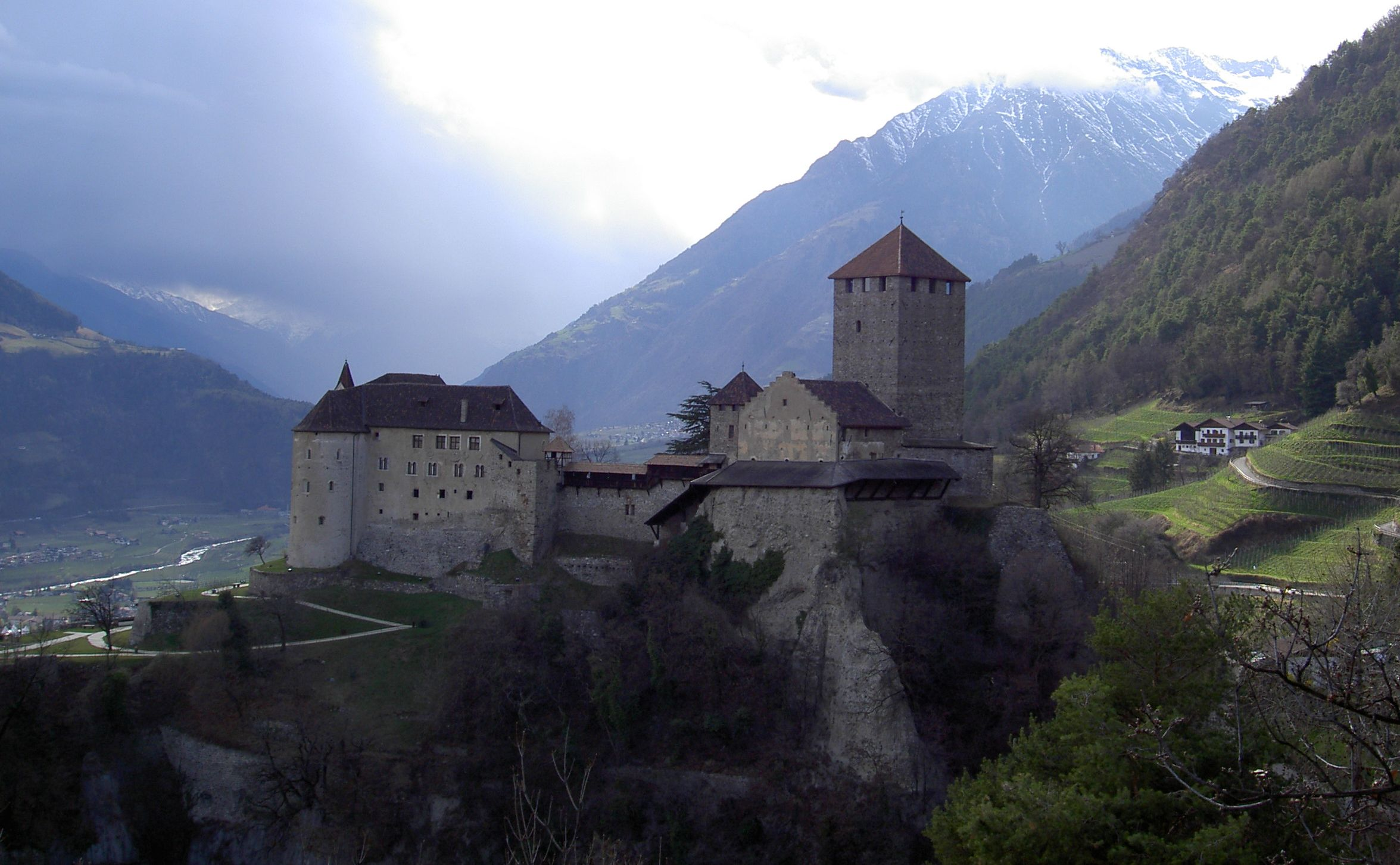
Schloss Tirol

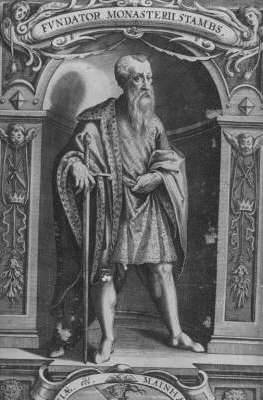
Meinhard II., Graf von Tirol und Görz, Herzog von Kärnten

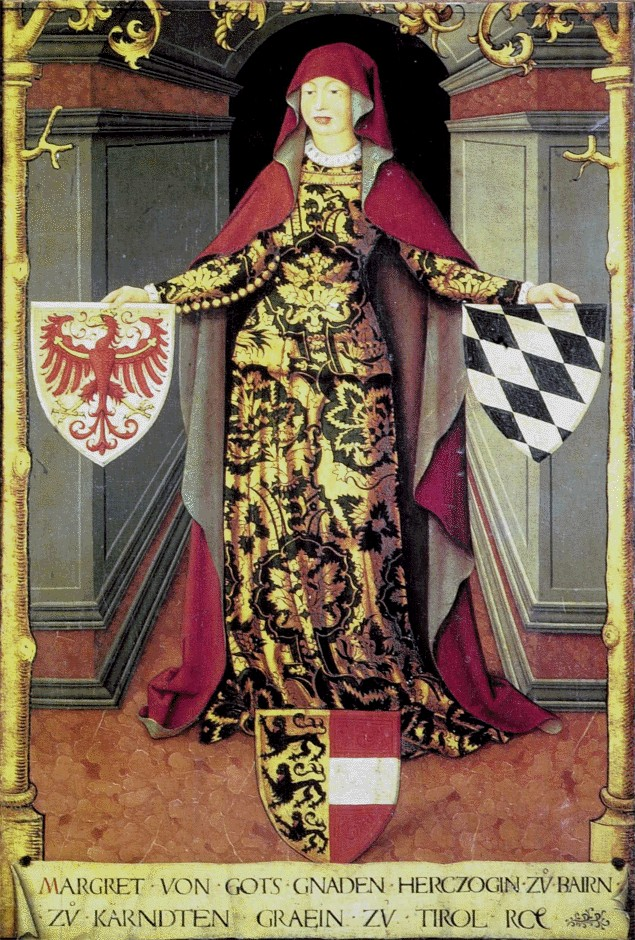
Margarete von Tirol, genannt Margarete Maultasch

Im Jahre 1232 konnte Meinhard III. von Görz den gesamten Besitz seiner Familie in seinen Händen vereinen und durch seine Heirat mit Adelheid, Tochter Graf Alberts III. von Tirol († 1253), seine Machtbasis bedeutend ausbauen. Er belehnte 1237 seinen Schwiegervater mit seinem Besitz und erbte im Jahre 1253 nach dem Tod seines Schwiegervaters, des letzten Grafen aus dem Geschlecht der Albertiner, als Meinhard I. von Tirol die Grafschaft Tirol, welche er gemeinsam mit seinem Schwager Gebhard IV. von Hirschberg regierte.
Meinhards Sohn und Nachfolger, Graf Meinhard II. († 1295) von Tirol (als Graf von Görz Meinhard IV., ab 1286 als Herzog von Kärnten Meinhard I.) baute die Herrschaft nicht nur aus, sondern konnte auch den Aufbau zu einem einigermaßen homogenen Land vorantreiben, nicht zuletzt durch den Aufbau einer für damalige Verhältnisse mustergültigen Verwaltung. Dennoch waren die drei Herrschaftskomplexe (Görz, Kärnten und Tirol) für einen einzigen Herrscher zu groß und vor allem zu weit auseinanderliegend, so dass es nach dem Tod Meinhards III. im Jahre 1258 zwischen den Jahren 1267 und 1271 zur Teilung kam. Meinhard II. erhielt Tirol und führte so die meinhardinische Linie fort, Albert I. († 1304) erhielt Görz (mit dem Pustertal und den Lienzer Gebieten) und gründete so die albertinische Linie der Familie. Die Grenze zwischen den Besitzungen wurde mit der Mühlbacher Klause (nördlich Brixen) am westlichen Eingang des Pustertals festgelegt. Die so genannten Görzer Meinhardiner behielten bis zu ihrem Aussterben im Jahr 1500 den Stammsitz Görz, während die Tiroler Meinhardiner bis zu ihrem Aussterben im Mannesstamm über Tirol und Kärnten regierten.

#### Meinhardinische Linie
Meinhard II. erhielt 1286 auch das Herzogtum Kärnten zugesprochen, das jedoch bereits nach dem Tod seines Sohnes Heinrich VI. (1307–10 König von Böhmen) 1335 an die Habsburger fiel. Von Meinhard II. entstammte auch die illegitime Seitenlinie der Grafen von Eschenloch ab. Mit Heinrich war bereits der männliche Stamm seiner Linie erloschen, weshalb in Tirol zunächst Heinrichs Tochter Margarete Maultasch (bzw. ihre Ehemänner) und danach ihr Sohn Meinhard III. bis 1363 regierten. Nach dem Tod ihres Sohnes musste sie jedoch aufgrund eines Erbvertrags das Land an die Habsburger übergeben, welche die Grafen von Görz in Tirol, Kärnten und Krain beerbten.

##### Wappen der Meinhardiner Linie (Grafen von Tirol, Herzöge von Kärnten)
Das Wappen der Meinhardiner Linie als Herzöge von Kärnten zeigt im golden-rot gespaltenen Schild vorn drei schwarze Löwen untereinander, hinten einen silbernen Balken. Dieses Wappen geht zurück auf Herzog Ulrich III. von Kärnten aus dem Geschlecht der Spanheimer, der, als 1246 das babenbergische Erbe (Österreich) freigeworden war, sein Stammwappen (einen schwarzen Panther auf silbernem Grund) aufgegeben hatte, um seinen Anspruch auf das babenbergische Erbe (sein Vater, der Spanheimer Herzog Bernhard von Kärnten, war der Sohn der Babenbergerin Agnes, einer Tochter Heinrichs II. von Österreich und Schwester Herzog Heinrichs I. von Mödling) in einem dazu geeigneten neuen Wappen zu unterstreichen: vorn der Babenberger Löwe in seiner Dreizahl (babenbergische Linie Mödling), hinten der österreichische sogenannte Bindenschild (der in seinem Ursprung auf die rot-weiß-rote Lehensfahne der Eppensteiner zurückgeht). Die Helmzier, ein Pfauenstoß, ging dabei auf die österreichische Helmzier zurück. Die älteste Schild-Darstellung hat sich auf einem Siegel des Jahres 1253 im Kärntner Landesarchiv Klagenfurt erhalten. Die Helmzier, wie sie 1303 von dem Meinhardiner Heinrich von Kärnten in seinem Siegel geführt wurde, zeigt einen Pilgerhut, dessen flacher Gupf oben mit einem Hahnenfederbusch besteckt und dessen breite Krempe mit Lindenblättern behangen ist. Nach dem Anfall Kärntens an die Habsburger 1335 trat an die Stelle der Meinhardiner Helmzier wieder der Pfauenstoß, wie er auch in der Zürcher Wappenrolle (um 1335/1345) als Helmzier für Kärnten, wie auch für Österreich, zu sehen ist. Erst 1363 wurde die Helmzier dahin geändert, dass nun zwei goldene Büffelhörner, die außen mit fünf goldenen Stäben besteckt, die wiederum je mit drei Lindenblättern behangen sind, auf den Helm gesetzt wurden. Die Farbe der Lindenblätter ist beim rechten Büffelhorn schwarz, beim linken rot. In der Form wird die Helmzier auch heute noch im Kärntner Landeswappen geführt. Eine Variante der Büffelhorn-Helmzier findet man in einem Stifterfresko von 1498 in der Abteikirche St. Paul im Lavanttal, wobei die Hörner außen mit schwarzen Fähnchen besteckt sind und vor einem schwarzen Flug stehen.

##### Historische Wappenbilder

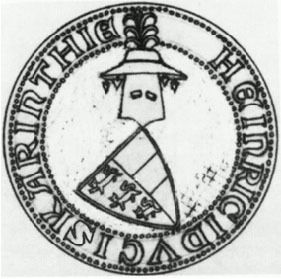
Siegel Heinrichs, Herzog von Kärnten usw. (* 1265; † 1335) aus dem Geschlecht der Meinhardiner, vom Jahre 1303
Wappen von Kärnten, wie es in der Form seit 1363 geführt wird, diese Helmzier allerdings schon nicht mehr von den Meinhardiner Herzögen von Kärnten, die bereits seit 1335 im Mannesstamm erloschen waren (und Tirol in der weiblichen Linie auch nur noch bis 1363 regiert hatten)
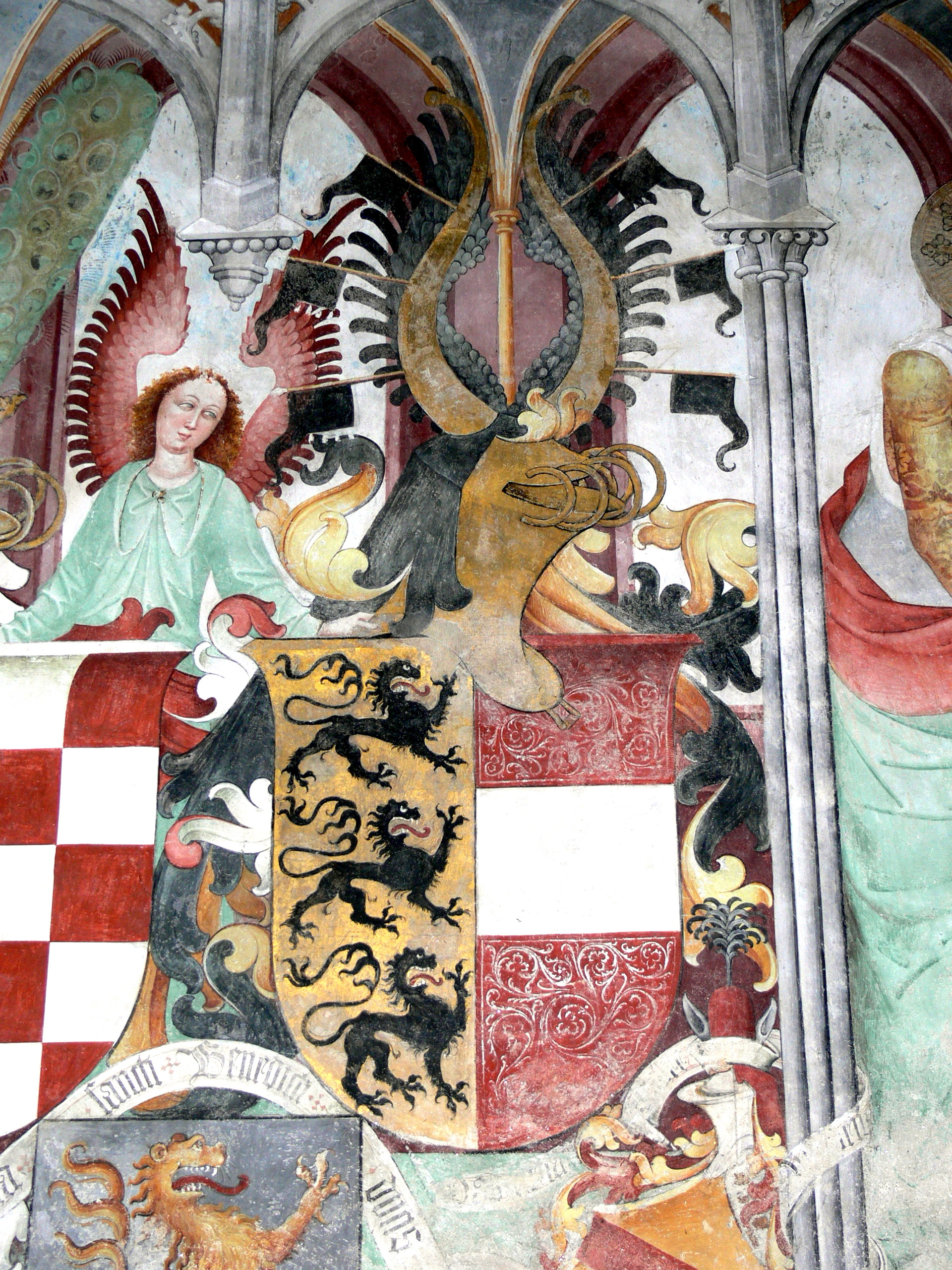
Wappen von Kärnten mit Helmziervariante, wie es in einem Fresko von 1498 in der Abtei St. Paul im Lavanttal zu sehen ist
Wappen in Johann Siebmachers Wappenbuch von 1701, Band 2 Tafel 2

#### Albertinische Linie

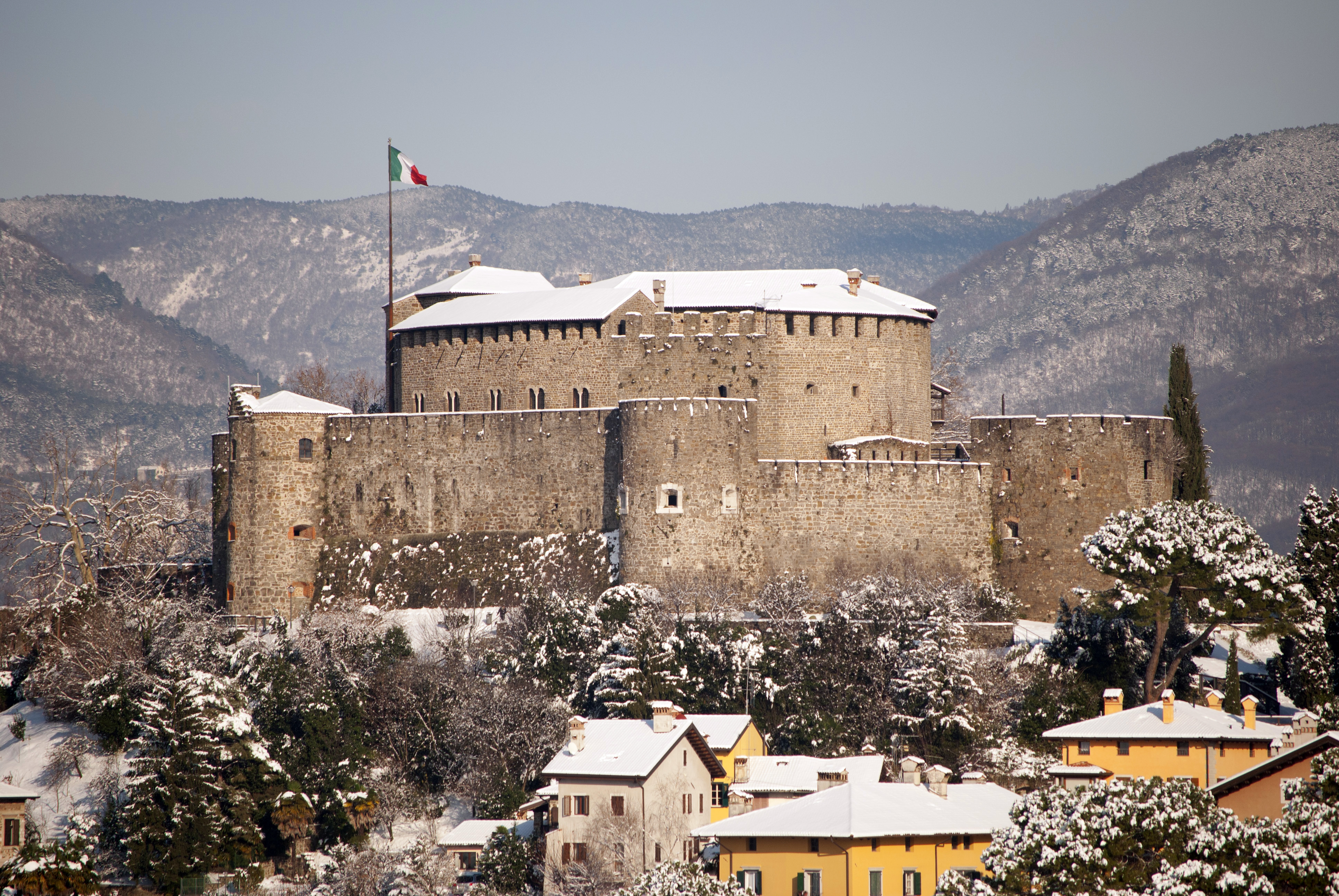
Burg Görz

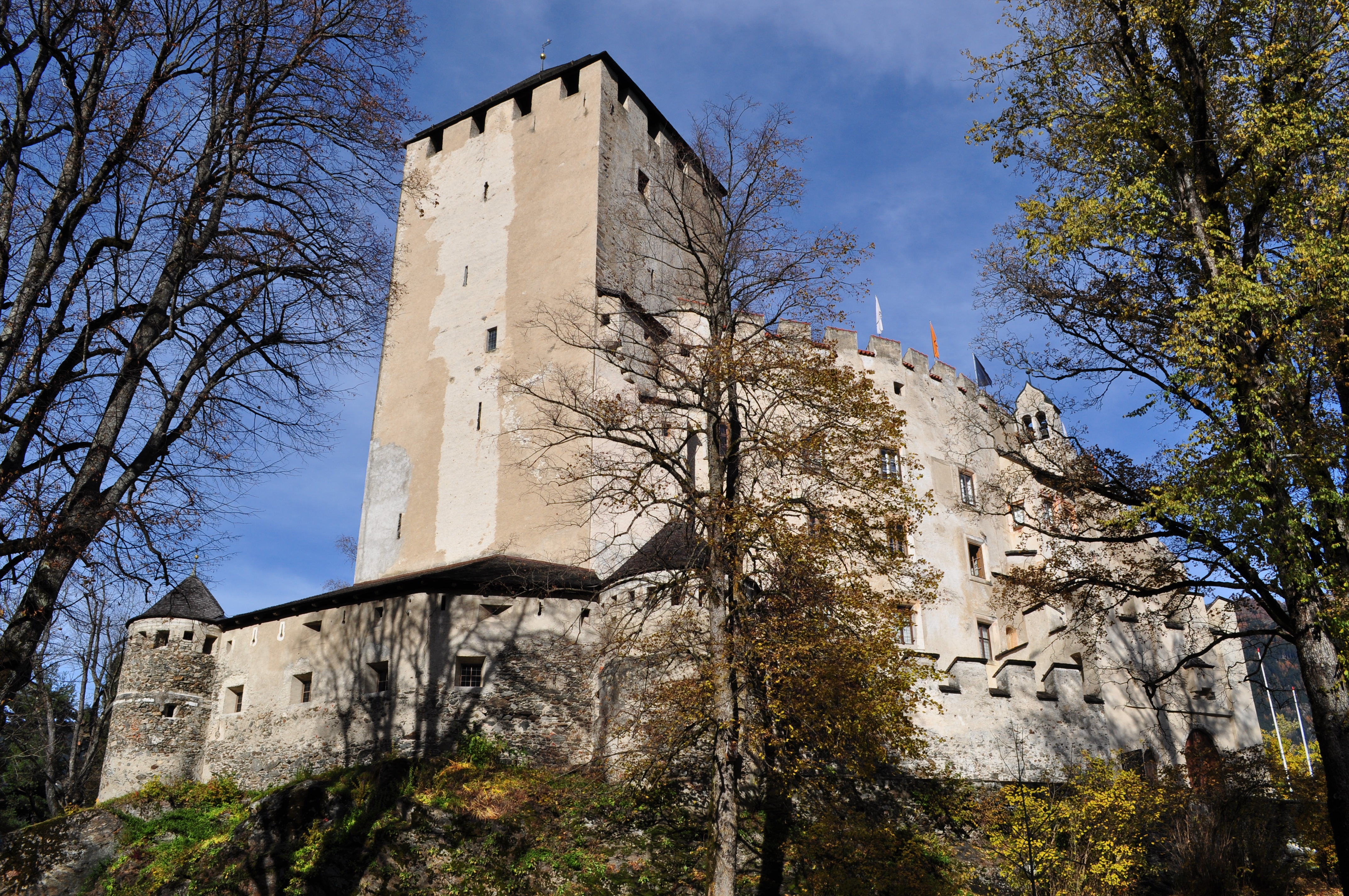
Schloss Bruck (Lienz)

Angehörige der jüngeren Linie beherrschten bis zum Jahr 1500 die Grafschaft Görz, die sich zwischen Innichen und Lienz im Norden und der Adriaküste im Süden erstreckten. Die Machtbasis der Albertinischen Linie im abgelegenen Karstgebiet war wesentlich geringer und wurde durch Herrschaftsteilungen geschmälert. Deshalb wurden auch die Erbansprüche der Albertiner auf das Herzogtum Kärnten und die Grafschaft Tirol übergangen. Nach dem Tode Heinrichs III. 1323, der ein Verbündeter Herzog Friedrichs des Schönen im Kampf gegen Ludwig IV. von Bayern war und weiters sogar Treviso und Padua an sich gebracht hatte, gab es vom Pustertal bis Istrien vier verschiedene görzische Grafschaften. 1365 erfolgte die kaiserliche Bestätigung als Reichsfürst für Graf Meinhard VI. Wegen der Bedrohung der inneren Grafschaft Görz durch die Republik Venedig verlegten die Grafen ihre Residenz nach Schloss Bruck bei Lienz, den Mittelpunkt der vorderen Grafschaft Görz, das bis zum Schluss ihr Hauptwohnsitz und Herrschaftszentrum blieb. Mit dem kinderlosen Tod von Graf Leonhard im Jahr 1500 endete die Dynastie der Meinhardiner. Leonhards Hauptmann und Administrator Virgil von Graben leitete und vollendete nach dessen Tod, entgegen den Bestrebungen der Republik Venedig, die Übernahme der Grafschaft Görz durch die Habsburger. Er avancierte zum ersten Verlassenschaftsverwalter und Rechtsnachfolger von Görz.

##### Wappen der Albertiner Linie (Grafen von Görz)
Das Wappen der Albertiner Linie als Grafen von Görz zeigt im schrägrechts geteilten Schild oben einen goldenen Löwen auf blauem Grund; unten rot-silbern-rot schräglinks geteilt; auf dem Helm mit rot-silbernen Decken ein Hut von Hermelin mit gleichfalls hermelinenen Stulp und spitzem Gupf, oben besteckt mit einem schwarzen Hahnenfederbusch. Das Wappen (sowohl Schild als auch die Hut-Hahnenfedern-Helmzier) ist also eine in Details abgewandelte Variante der Meinhardiner Linie (Herzöge von Kärnten). (Die untere Schildhälfte wurde später oft dreimal, von Silber und Rot, schräglinks geteilt, manchmal weist die Schildhälfte noch mehr Teilungen auf; noch im 15., aber etwas häufiger im 16. Jahrhundert, wurde die vordere schräge Schildhälfte manchmal auch nicht schräglinks, sondern horizontal von Silber und Rot unterteilt; die Helmdecken wurden auch rechts rot-silbern, links blau-golden dargestellt, oder auch ganz blau-golden, im Ortenburger Wappenbuch, um 1466, sogar schwarz-golden, außen bestreut mit goldenen Lindenblättern – gleichfalls ist bei dieser Darstellung der Hut schwarz und mit den Lindenblättern bestreut; der Stulp kommt im 15./16. Jahrhundert auch blau oder rot vor, und einige Darstellungen zeigen statt des Hahnenfederbusches auch Straußenfedern in Silber oder Schwarz, oder in allen Farben des Schildes, oder auch aus einem Hahnenfederbusch hervorwachsend, auf der Hutspitze.) Die rot-silbern-rote Teilung der vorderen Schildhälfte geht wie die rot-silbern-rote Schildhälfte der Meinhardiner Linie (Herzöge von Kärnten) ursprünglich auf die rot-weiß-rote Lehensfahne der Eppensteiner zurück; diese waren übrigens auch die Lehensherren der Meinhardiner. Dass der Löwe bei der Albertiner Linie in Görz (bei der Meinhardiner Linie in Kärnten sind es drei Löwen) golden tingiert auf blauem Grund dargestellt ist, hängt damit zusammen, dass die Görzer das Amt des Vogtes des Patriarchen von Aquileia, in Personalunion Herzog von Friaul, bekleideten, und dieser führte einen goldenen Adler auf blauem Grund. Insofern hatten die Görzer ihr Wappen nach dem Wappen ihres (neuen) Lehns- und Dienstherren angepasst, um auch hier einen Zusammenhang zu bekunden.

##### Historische Wappenbilder

Siegel Albert II., Graf von Görz von 1295
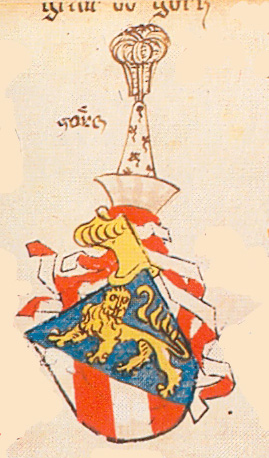
Wappen der Albertiner Linie, Grafen von Görz, im Ingeram-Codex, 1459
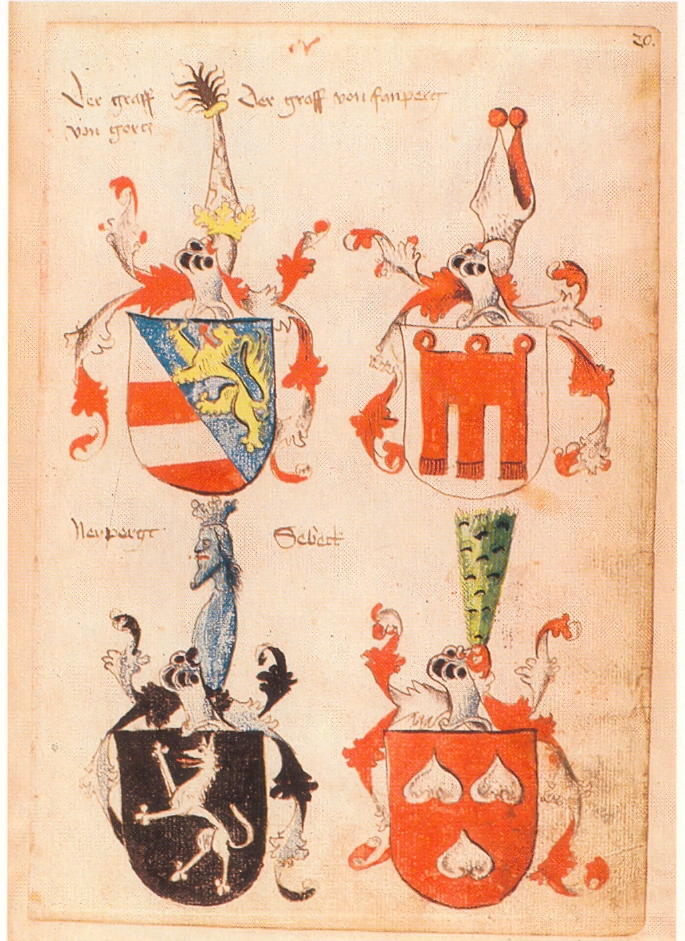
Zweite Darstellung des Wappens im Ingeram-Codex, 1459
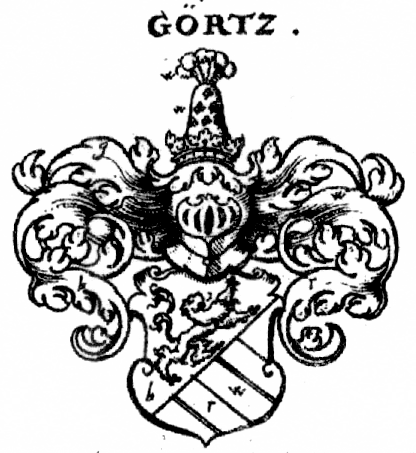
Wappen in Johann Siebmachers Wappenbuch von 1701, Band 2 Tafel 20

### Herren von Graben
Aus der Dynastie der Meinhardiner entstammte auch das Geschlecht der edelfreien Herren von Graben. Als urkundlich älteste Familienmitglieder gelten laut dem Historiker Johann Weichard von Valvasor die Gebrüder Conrad und Grimoald vom Graben, welche im Jahre 1170 erstmals urkundlich erwähnt wurden. Sie nannten sich nach einem Graben, der ihren Stammsitz Burg Graben bei Rudolfswerth in Krain umgab. Virgil von Graben (1430/1440–1507) aus der Sommeregger Linie des Geschlechts, unter Leonhard (dem letzten Grafen und Reichsfürsten) Verweser und Administrator der Grafschaft Görz, führte nach dem Aussterben der Meinhardiner 1500 die Grafschaft in das Habsburgerreich über. Er avancierte unter den Habsburgern zum Statthalter von Lienz. Die Herren von Graben spalteten sich in diverse Linien auf und sind 1781 in männlicher Linie erloschen.

## Stammliste der Meinhardiner
Die Ursprünge der Görzer Meinhardiner liegen im Dunkeln.
Variante 1:
A: Marquard († 1074), Graf im Viehbachgau und in Kärnten, Markgraf von Istrien-Krain und (fraglich:) Herzog von Kärnten
B: Ulrich († 1122), Abt von St. Gallen, Patriarch von Aquileia
B: Heinrich I. († 1102), Graf von Eppenstein, Markgraf von Krain, Friaul und Istrien, Herzog von Kärnten und Markgraf von Verona, Vogt von Aquileja und Moosburg
C: Engelbert I. († um 1122), Graf von Görz, Pfalzgraf von Bayern, Vogt von Millstatt
C: Meinhard I. († 1142), Graf von Görz, Pfalzgraf von Kärnten, Vogt von Aquileia, Vogt von St. Peter in Istrien
Variante 2:
B: Meginhard/Meinhard († um 1090), Graf im Lurngau
C: Engelbert I. († um 1122/23)
C: Meinhard I. († 1142)
D: Heinrich I. († 1. Nov. 1148/49), Graf von Görz
D: Engelbert II. (1132 – Jan. ca. 1189), Graf von Görz sowie Vogt von Aquileia und Millstatt
E: Meinhard II. der Alte (* 1163/64–1171, † 1232), Graf von Görz, Vogt von Aquileia
E: Engelbert III. (* 1163/64–1172, † Sept.1220), Graf von Görz, Vogt von Millstatt
F: Meinhard III. (* 1192/94, † 1258), Graf von Tirol I. (1256–58), Görz, Istrien sowie Vogt von Aquileia, Trient, Brixen und Bozen ⚭ Adelheid von Tirol (* ca. 1217/1218, † nach 20. Okt. 1278) Teilung:

Meinhardinische Linie bzw. „Tiroler Meinhardiner“: Tirol, Kärnten::
G: Meinhard II. von Tirol und Görz (IV.) (* 1239/40, † 30. Okt.1295), (I.) Herzog von Kärnten und Krain ab 1286, ⚭ Elisabeth von Bayern (* ca. 1227, † Okt.1273), Witwe von König Konrad IV., Mutter von Konradin
H: Elisabeth († 1313), deutsche Königin
H: Agnes († 1293), Ehefrau von Friedrich I., Markgraf von Meißen
H: Otto II. († 1310), Graf von Tirol, Herzog von Kärnten und Krain
H: Albert II. († 1292), Graf von Tirol
H: Ludwig († 1305)
H: Heinrich VI. († 1335), Herzog von Kärnten, Herzog/Markgraf von Krain, König von Böhmen, Markgraf von Mähren, Graf von Tirol
I: Margarete „Maultasch“ (* 1318; † 1369), Gräfin von Tirol
J: Meinhard III. (1344–1363), der mütterlicherseits letzte Tiroler Meinhardiner war als Meinhard Herzog von Oberbayern und als Meinhard III. Graf von Tirol

Albertinische Linie bzw. „Görzer Meinhardiner“: Görz, Pustertal (Lienz):
G: Albert I. (* 1240/1241, † Sept. 1304), Graf von Görz und Tirol
H: Heinrich II. († 1323), ⚭ I. Beatrix de Camino, ⚭ II. Beatrix von Niederbayern († 1360)
I: I. Meinhard V. († nach 1318), Graf von Görz
I: II. Johann Heinrich IV. († 1338), Graf von Görz
H: Albert II. († 1327), Graf von Görz ⚭ I. Elisabeth von Hessen († 1308), ⚭ II. Euphemia von Mätsch († 1350)
I: I. Albert III./IV. († um 1365/74), Graf von Görz
I: II. Heinrich V. († 1362), Graf von Görz
I: II. Meinhard VI./VII. († nach 1385), Graf von Görz, 1365 als Reichsfürst bestätigt
J: Heinrich VI. (* 1376; † 1454), Graf von Görz, Graf von Kirchberg (Schwaben), Pfalzgraf von Kärnten, Reichsfürst
K: Johann II. († 1462), Graf von Görz, Reichsfürst
K: Leonhard (* 1444; † 1500), Graf von Görz, Reichsfürst; der Letzte seines Geschlechtes
K: Ludwig († 1457), Graf von Görz und Reichsfürst (?)
J: Johann Meinhard VII. († 1430), Pfalzgraf in Kärnten, Graf von Kirchberg

### Struktur
Von den Meinhardinern stammen folgende Geschlechter ab:
1. Meinhardiner
  1. Grafen von Eschenloch
  2. Herren von Graben
    1. Orsini-Rosenberg
      1. Trauttmansdorff (eventuell den Rosenberger, den nachmaligen Orsini-Rosenberg, entsprossen[14])

    2. De Graeff (urkundlich belegt, aber ungesichert)

  3. Von Lamberg (etwaige Stammesgleichheit mit den Von Graben[15][16])

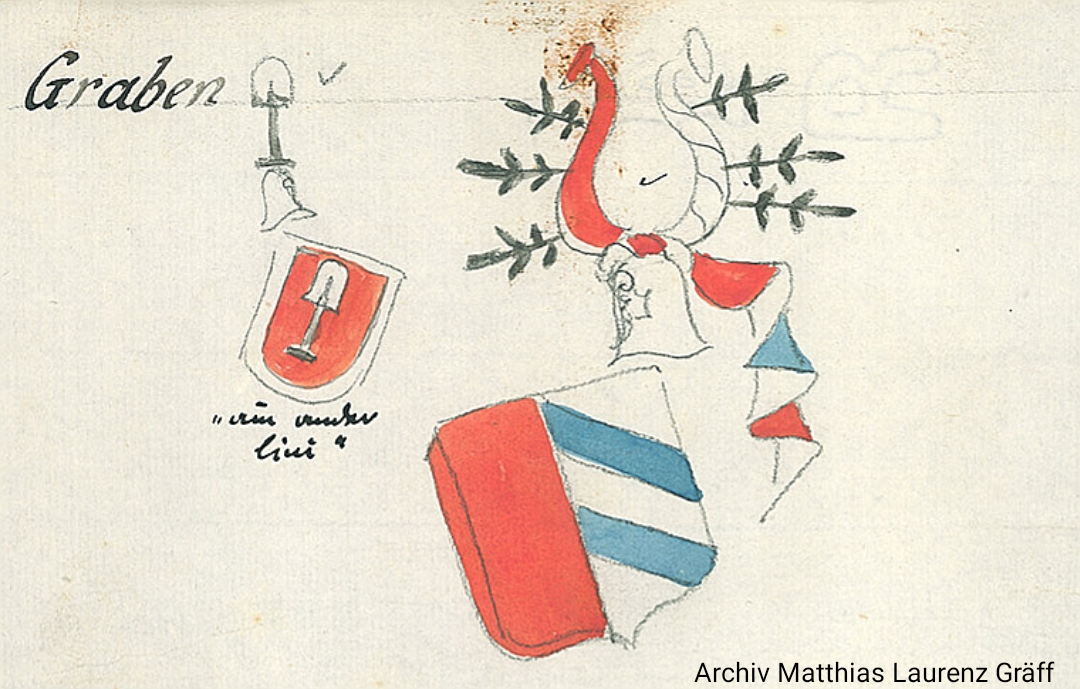
Beide Wappenvarianten der Herren von Graben
Stammwappen der Lamberg
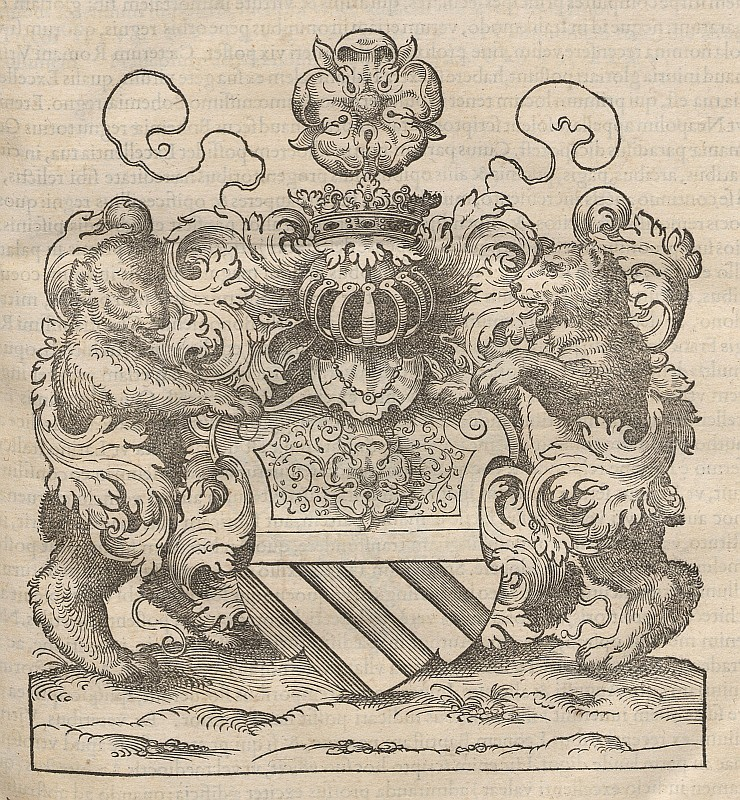
Wappen der Orsini-Rosenberg
Wappen De Graeff

## Diverses
- Die Görzer Meinhardiner spielen auch in der Numismatik eine Rolle als Prägeherren der ersten Kreuzer (Tiroler Groschen zu 20 Veroneser Pfennigen).
- Der bedeutende Diplomat und Minnesänger Oswald von Wolkenstein stand ebenfalls in Diensten der Görzer Grafen.
- Die Tiroler Grafen von Görz sind nicht zu verwechseln mit den hessischen Grafen von Schlitz genannt von Goertz.